# Meerle FC
K. Meerle FC is een Belgische voetbalclub uit Meerle. De club is aangesloten bij de KBVB met stamnummer 2510 en heeft groen en wit. Meerle FC speelt al zijn hele bestaan in de provinciale reeksen.

## Geschiedenis
FC Meerle werd opgericht in 1937 en sloot zich aan bij de Belgische Voetbalbond. Men ging er in de gewestelijke, later provinciale, reeksen spelen. Men speelde er vooral in Derde en Vierde Provinciale, met enkele keer Tweede Provinciale als hoogst behaalde niveau. In het seizoen 2015-2016 behaalde KFC Meerle de titel in 4e Provinciale A, waardoor het de promotie naar 3e Provinciale mocht vieren.

## Huidig seizoen
Het huidige seizoen spelen de "Pieren" in vierde provinciale A.
Tegenstanders zijn: FC Horendonk, KFC Olympic Essen, KFC Sint-Job B, KFC Sint-Lenaarts B, KFC Wechelderzande, K Brecht SK, K Putte SK, KSOC Maria-ter-Heide, K Heibos SV, KSV Wildert, KV Westmalle, KVC Oostmalle en SV Noorse.

## Resultaten laatste jaren
| Seizoen | Klasse | Klasse | Klasse | Klasse | Reeks                | Punten | Opmerkingen |
|         | P. I   | P. II  | P. III | P. IV  |                      |        | |
| ------- | ------ | ------ | ------ | ------ | -------------------- | ------ | --- |
| 2011/12 |        |        | 6      |        | Derde provinciale C  | 46     | |
| 2012/13 |        |        | 10     |        | Derde provinciale A  | 57     | |
| 2013/14 |        |        | 14     |        | Derde provinciale A  | 27     | KFC Meerle degradeert naar vierde provinciale. |
| 2014/15 |        |        |        | 4      | Vierde provinciale D | 48     | Meerle behaalde de eindronde voor promotie naar derde provinciale. In de eerste ronde versloeg het KFC Excelsior Vorst (1-1 en 2-2 gelijkspel, door op uitdoelpunten). In de laatste ronde was KFC Mol echter te sterk (1-2 verlies en 3-3 gelijkspel). |
| 2015/16 |        |        |        | 1      | Vierde provinciale A | 66     | Door het kampioenschap in vierde provinciale A promoveerde Meerle terug naar derde provinciale. |
| 2016/17 |        |        | 10     |        | Derde provinciale A  | 43     | |
| 2017/18 |        |        | 9      |        | Derde provinciale A  | 43     | |
| 2018/19 |        |        | 11     |        | Derde provinciale A  | 34     | Na 12 speeldagen stond Meerle kansloos laatste met 2 punten. In de daaropvolgende 4 wedstrijden kon Meerle 12 op 12 pakken. Een zeer sterke terugronde zorgde ervoor dat Meerle zich kon handhaven in derde provinciale. |
| 2019/20 |        |        | 16     |        | Derde provinciale A  | 17,7   | Het seizoen werd vroegtijdig stopgezet vanwege het coronavirus. Meerle had na 26 gespeelde wedstrijden 17 punten. Na een hele nieuwe berekening van de KBVB om ploegen met meer of minder gespeelde wedstrijden gelijk te trekken, kreeg Meerle een puntgemiddelde van 17,7. Dit was niet genoeg om in derde provinciale te blijven en Meerle degradeerde terug naar vierde provinciale. |
| 2020/21 |        |        |        | -      | Vierde provinciale A | -      | Seizoen geschrapt wegens Coronavirus. |
| 2021/22 |        |        |        | 3      | Vierde provinciale A | 46     | |
| 2022/23 |        |        |        | 5      | Vierde provinciale C | 50     | |
| 2023/24 |        |        |        | 7      | Vierde provinciale E | 53     | |
| 2024/25 |        |        |        | 3      | Vierde provinciale E | 59     | |
| 2025/26 |        |        |        |        | Vierde provinciale E |        | |